# Acalypta elegans
Acalypta elegans är en insektsart som beskrevs av Horvath 1906. Acalypta elegans ingår i släktet Acalypta och familjen nätskinnbaggar. Inga underarter finns listade i Catalogue of Life.